# Nij (Azerbaïdjan)
Pour les articles homonymes, voir Nij.
Nij (également Nidj) (en azeri : Nic, en langue oudi : НыъжӀ ou НиъжӀ, en russe : Нидж) est un village de l'Azerbaïdjan situé à l'ouest de Qabala. Le nombre d'habitants s'élève à 5 744.
C'est un endroit où vivent encore des populations Oudis regroupées. La superficie du village est de 100 km2. Le village est entouré de terres cultivées. Les maisons possèdent de grands jardins plantés d'arbres fruitiers. Parmi les activités agricoles exercées : la sériciculture, la viticulture, l'horticulture.

## Histoire
Les ancêtres des Oudis faisaient partie des 26 tribus d'Albanie du Caucase qui jouèrent un rôle important dans la création de l'État lui-même d'Albanie du Caucase qui était situé à l'emplacement actuel de l'Azerbaïdjan, et dans les régions méridionales du Daghestan aux IVe et IIIe siècles
.
La langue ancienne des Oudis était la langue principale de l'Albanie du Caucase.
Le peuple des Oudis a été décrit par Herodote, Strabon et Pline l'Ancien. Selon ces chroniqueurs, les Oudis devinrent politiquement actifs après leur implication dans le conflit opposant l'empereur Xerxès Ier lors de sa campagne contre la Grèce vers 480 av. J.-C.
C'est la seule minorité ethnique qui se convertit au Christianisme en Azerbaïdjan.
Un siège du Catholicossat de tous les Arméniens est fixé à Nij. La langue Oudi est une des langues nakho-daghestaniennes de la famille des langues caucasiennes.
Mais les Oudis sont pratiquement tous bilingues et parlent aussi azéri.
En 1854 fut ouverte la première école oudi à Nij.Parmi les enseignants il y avait déjà des maîtres locaux, oudis. Pour poursuivre leur formation les élèves allaient étudier à Moscou (école de commerce Kozlov), à Gori (Géorgie) (séminaire) à Tbilissi (école de commerce). En 1931-1933 l'enseignement se donnait dans la langue maternelle, le oudi. À partir de 1937 la langue russe et l'azéri furent seuls utilisés.

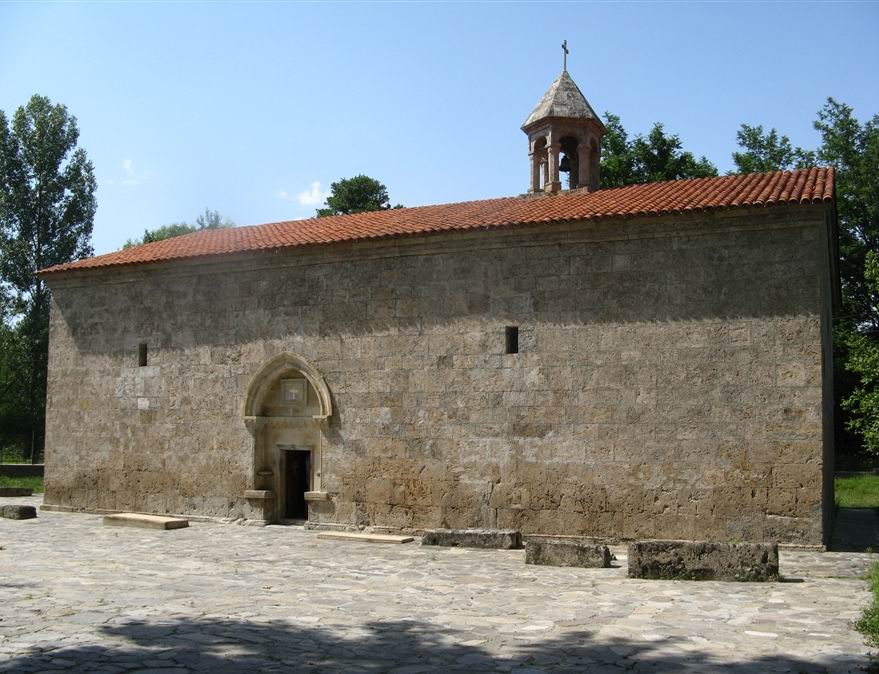
église Saint-Élisée à Nij-(église Jotari)

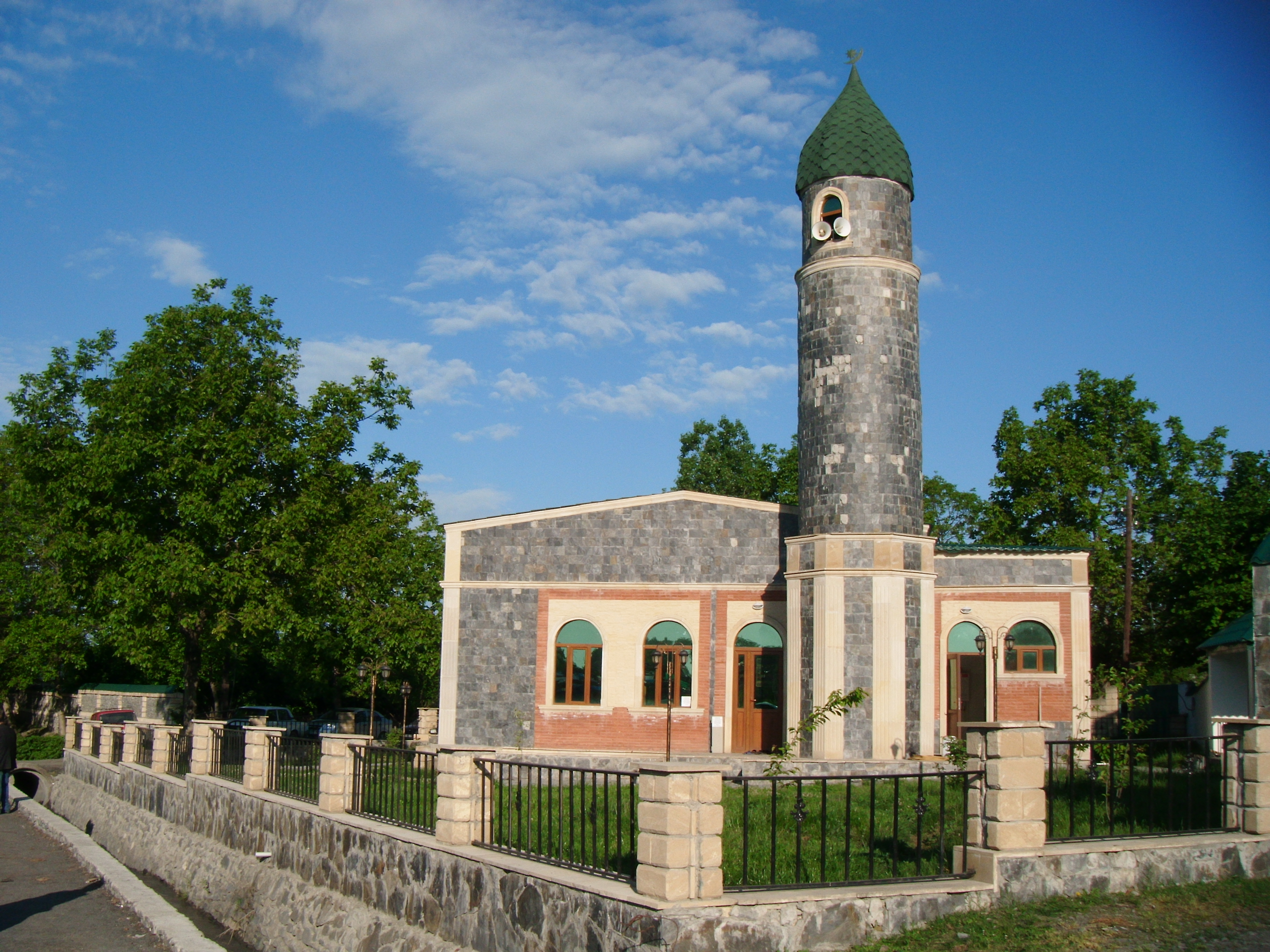
Mosquée du quartier Yalachi à Nij

Au début des années 1990, à l'époque de la Guerre du Haut-Karabagh, les Oudis comme les Arméniens furent obligés de quitter Vartachen, autre lieu peuplé de Oudis, si bien que Nij resta la seule ville où vivent encore groupées des populations Oudis en Azerbaïdjan.
Il existe 5 écoles moyennes à Nij dont 3 donnent un enseignement en langue oudi et deux en langue azéri.
En 2005, dans le cadre d'un projet de restauration de l'église (comme le fut l'église de Kish dans un village voisin), la Norvège et des organisations humanitaires aidèrent au financement de la restauration de l'Église Saint-Élisée. La Norvège cessa toutefois cette aide à la suite d'incidents interreligieux liés à des inscriptions en arménien effacées,,.
- (ru) Cet article est partiellement ou en totalité issu de l’article de Wikipédia en russe intitulé « Нидж » (voir la liste des auteurs).

- (en) Cet article est partiellement ou en totalité issu de l’article de Wikipédia en anglais intitulé « Nij, Azerbaïdjan » (voir la liste des auteurs).

## références
1. ↑  Azərbaycan Respublikasının Dövlət Statistika Komitəsi: « Qəbələ rayonu »(Archive.org • Wikiwix • Archive.is • Google • Que faire ?) (consulté le 11 juin 2017)
2. ↑  Mobili R. Udins: language, religion, folklore and traditions. « Azerbaijan and Azerbaijanis in the world » magazine, №2, july, 2009. С.214
3. ↑  Javadov G. National minorities of Azerbaijan. Baku, 2000. p. 209
4. ↑  Mobili R. Udins: language, religion, folklore and traditions. "Azerbaijan and Azerbaijanis in the world" magazine, №2, July, 2009. p!6
5. 1 2  Aliyev K.G. Antic sources of the history of Azerbaijan. Baku, 1987. p. 14
6. ↑  Trever K.M. Feature stories on history and culture of Caucasus Albania. IV century BC-VII century AD. Moscow-Leningrad, 1959. p. 45-46.
7. ↑  Wolfgang Schulze, « The cognitive dimension of clausal organization in Udi » [archive du 19 octobre 2012], University of Munich, 2000 (consulté le 13 octobre 2012)
8. ↑  « Стейнар Гиль: « Азербайджан нарушил международную конвенцию об охране памятников » », day,‎ 26 février 2005 (consulté le 19 novembre 2012) копия
9. ↑  « Azeri church sparks political row », BBC, 10 mars 2005 (consulté le 19 novembre 2012) копия
10. ↑  Christian minority in Azerbaijan gets rid of Armenian eye sore